# کومهو پتروکمیکال

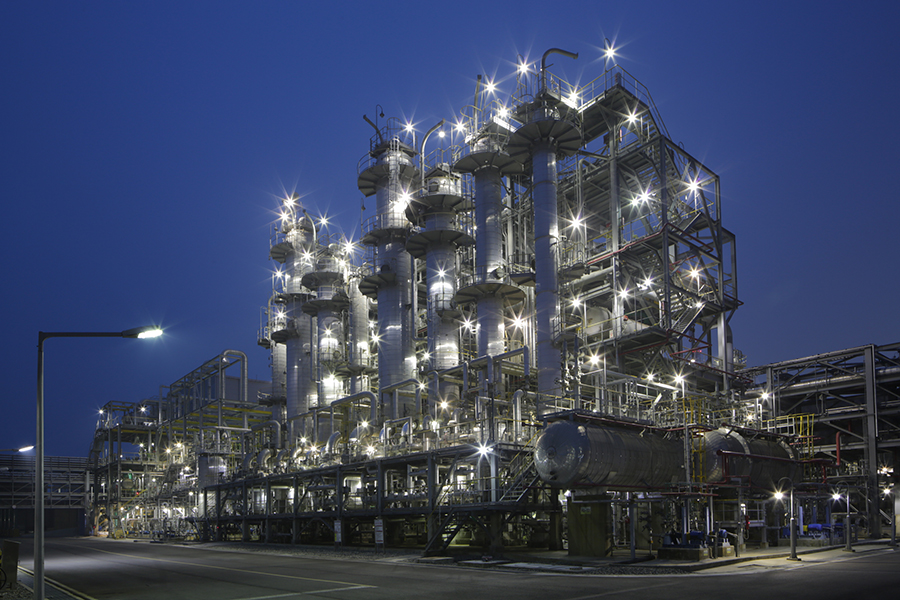
کارخانه کومهو در شهر یئوسو

کومهو پتروکمیکال (به کره‌ای: 금호석유화학 주식회사) شرکت صنایع شیمیایی کره‌ای و چندملیتی است، که در زمینه تولید مواد شیمیایی، لاستیک و محصولات پتروشیمی فعالیت می‌کند.
شرکت کومهو پتروکمیکال در سال ۱۹۷۰ توسط پارک این-چون تأسیس شد و در سال ۲۰۱۲ در فهرست فوربز جهانی ۲۰۰۰ در رتبه ۱٫۸۰۶ از بزرگترین شرکت‌های جهان قرار داشت.
دفتر مرکزی این شرکت در شهر سئول، کره جنوبی قرار دارد و بخشی از سهام آن در بازار بورس کره معامله می‌شود.